# قطعنامه ۳۸۹ شورای امنیت
قطعنامه ۳۸۹ شورای امنیت سازمان ملل متحد که در تاریخ ۲۲ آوریل ۱۹۷۶ تصویب شد، سندی بین‌المللی دربارهٔ اشغال تیمور شرقی توسط اندونزی است. این قطعنامه طی نشست ۱٬۹۱۴ام با ۱۲ موافق، ۰ مخالف و ۲ ممتنع تصویب شد.